# Übernahme nach der Ausbildung
Werden Auszubildende nach erfolgreichem Abschluss ihrer Ausbildung vom Ausbildungsbetrieb im erlernten Beruf auf der Grundlage eines Arbeitsvertrags weiterbeschäftigt, spricht man von Übernahme nach der Ausbildung. Die Übernahme in ein Arbeitsverhältnis kann befristet oder unbefristet erfolgen.

## Bedeutung
Für Auszubildende ist die Übernahme ein entscheidender Schritt in der Erwerbsbiographie. Sie müssen Berufserfahrung sammeln, sich qualifizieren und beruflich etablieren.
Aktuell ist die Übernahme die „zweite Schwelle“ beim Eintritt in den Arbeitsmarkt. Der nahtlose Berufseinstieg im eigenen Betrieb ist in den meisten Branchen heute eher die Ausnahme, nicht die Norm. Für knapp die Hälfte der Auszubildenden eines Jahrganges endet die Betriebszugehörigkeit mit dem Ende ihrer Ausbildung. Laut DGB hatte zum Ende des Ausbildungsjahres 2009 lediglich gut ein Drittel der Auslernenden eine sichere Zusage für ihre Übernahme, die zudem immer häufiger zeitlich befristet ist. Insgesamt gingen 2009 1,5 Millionen junge Menschen ihrer Ausbildung nach.
Junge Beschäftigte verlieren schneller ihren Job, weil sie aufgrund befristeter Arbeitsverträge einfacher kündbar sind.
Übernahme erhöht die Chancen auf einen erfolgreichen Einstieg ins Berufsleben enorm. Arbeitslosigkeit, Befristung und die Beschäftigung in ausbildungsfremden Niedriglohnjobs erschweren es dagegen den jungen Menschen, Berufserfahrung zu sammeln. Fehlende Praxis über einen längeren Zeitraum hinweg kann den graduellen Verlust erlernter Fähigkeiten bedeuten. Fehlende Möglichkeiten der Weiterbildung führen zu einer „abgehängten“ Gruppe gering qualifizierter Beschäftigter.

## Rechtliche Hintergründe
Die Übernahme nach der Ausbildung ist gesetzlich nicht geregelt. Es liegt im Ermessen des Arbeitgebers, ob und wie viele Auszubildende übernommen werden. Jedoch können im Rahmen von Tarifvereinbarungen zwischen Arbeitgebern und Gewerkschaften verbindliche Regelungen zur Übernahme von Auszubildenden getroffen werden.
Ein Spezialfall ist die Jugend- und Auszubildendenvertretung: Das Betriebsverfassungsgesetz (BetrVG) schreibt einen besonderen Schutz betriebsverfassungsrechtlicher Organe (betrieblicher Interessenvertretungen) vor. Deshalb sind Betriebe nach § 78a BetrVG dazu verpflichtet, Mitglieder der Jugend- und Auszubildendenvertretung und des Betriebsrats nach erfolgreicher Beendigung der Ausbildung zu übernehmen. Im öffentlichen Dienst enthalten die Personalvertretungsgesetze des Bundes und der Länder analoge Regelungen für Mitglieder des Personalrates und der dortigen Jugend- und Auszubildendenvertretungen (z. B. § 9 BPersVG).

## Tarifvereinbarungen
Tarifverträge können die Übernahme nach der Ausbildung regeln. Beispielhaft sind zwei Tarifabschlüsse der IG Metall und den Arbeitgeberverbänden in der Metall- und Elektroindustrie in Nordrhein-Westfalen aus dem Frühjahr 2010.

### Tarifvertrag „Zukunft in Arbeit“
Dieser Tarifvertrag soll die Übernahme in besonderer Weise sichern. Ist die Übernahme aus betrieblichen Gründen oder bei „Ausbildung über Bedarf“ gefährdet, prüfen demnach Arbeitgeber und Betriebsrat alle existierenden Möglichkeiten, zum Beispiel die Verschiebung der Übernahme. In diesem Fall leisten die Betroffenen zunächst ihren Wehrdienst ab oder legen ein freiwillig soziales oder ökologisches Jahr ein. Alternativen zur Nichtübernahme sollen ebenfalls in Betracht gezogen werden, wie Übernahme in Kurzarbeit oder Teilzeit.

### Tarifvertrag „Zukunft in Bildung“
Der Tarifvertrag soll die Chancen der Auszubildenden auf Weiterbildung während oder nach ihrer Ausbildung erhöhen. Ihm liegt das Konzept der Bildungsteilzeit zugrunde. Demnach können Auszubildende, die zwei Jahre mit zwei Dritteln des Entgelts arbeiten, im dritten Jahr eine Weiterbildung absolvieren, für die sie bezahlt freigestellt sind. Im Anschluss ist ihnen ein weiteres Jahr Beschäftigung im Betrieb bei vollen Entgeltbezügen sicher.

### Tarifvertrag für Auszubildende im öffentlichen Dienst (TVAöD)
Im öffentlichen Dienst wurde 2005 ein Tarifvertrag für Auszubildende geschlossen, der in § 16a auch eine bedingte Übernahmeverpflichtung des öffentlichen Arbeitgebers (Bund und Kommunen; für die Landesverwaltungen existieren vergleichbare Regelungen) enthält. Hiernach hat der Arbeitgeber Personen, die mindestens mit der Abschlussnote „befriedigend“ die Ausbildung beenden, für ein Jahr in ein Arbeitsverhältnis zu übernehmen, außer das Ausbildungsverhältnis war über Bedarf begründet.

## Gesellschaftspolitische Initiativen: „Operation Übernahme“
Die IG Metall Jugend arbeitet zum Themenfeld Übernahme nach der Ausbildung. Seit Anfang 2009 läuft ihre bundesweite Kampagne „Operation Übernahme“. Sie richtet sich an Auszubildende, Berufsschüler und Berufseinsteiger aller Branchen der IG Metall, darüber hinaus auch an Studenten entsprechender Studienrichtungen sowie junge Menschen zwischen 16 und 27 Jahren in unsicheren beruflichen Situationen.
Diese Kampagne erfolgte ungeachtet der Tatsache, dass in der Metall- und Elektro-Industrie bereits ein tarifvertraglicher Anspruch auf Übernahme für ein Jahr besteht und nach Ablauf dieses Jahres bundesweit 75 Prozent aller Ausgebildeten der Branche einen unbefristeten Vertrag haben.